# Zuvisión TV
Zuvisión TV fue un canal de televisión por cable de Maracaibo, Venezuela que inició operaciones el 6 de febrero de 2007 y que finalizó el miércoles 6 de julio de 2011, luego de una agresiva campaña publicitaria para su lanzamiento, intentando distinguirse del resto de los canales regionales venezolanos. La señal de Zuvisión TV llega además del Estado Zulia a los Estados Falcón, Mérida y Trujillo, bajo el eslogan “¿Aquí cómo te ves?... demasiado bien”. Su presidente es el señor Rafael Urdaneta.

## Parámetros de televisión
| Transponder | Pol | TX E/S                         | U/L Freq MHz | D/L Freq MHz | RX E/S    | Carrier Details MOD/DR/FEC/TYPE | U/L EIRP dBW | D/L EIRP dBW | Carrier Status |
| ----------- | --- | ------------------------------ | ------------ | ------------ | --------- | ------------------------------- | ------------ | ------------ | -------------- |
| 17/17       | L/R | VEN-MAR-009 Fec: 5/6 Simb: 2.0 | 6347.5000    | 4122.5000    | TVRO 2.4m | QPSK 2765K 3/4 + RS VITERBI     | 55.5         | 26.4         | Scheduled      |

## Parámetros del Satélite
| TRANSPONDER | POL | TX E/S                         | U/L Freq MHz | D/L Freq MHz | RX E/S    | Carrier Details MOD/DR/FEC/TYPE | U/L EIRP dBW | D/L EIRP dBW | Carrier Status |  |
| ----------- | --- | ------------------------------ | ------------ | ------------ | --------- | ------------------------------- | ------------ | ------------ | -------------- |  |
| 17/17       | L/R | VEN-MAR-009 Fec: 5/6 Simb: 2.0 | 6347.5000    | 4122.5000    | TVRO 2.4m | QPSK 2765K 3/4 + RS VITERBI     | 55.5         | 26.4         | Scheduled      |  |